# Emil Săndoi
Emil Sǎndoi est un footballeur roumain, à la retraite et reconverti en entraineur, né le 1er mars 1965 à Craiova. Il évoluait au poste de défenseur.
Il participe à la Coupe du monde 1990 avec l'équipe de Roumanie.
Il est depuis août 2022 le manager de l'équipe de Roumanie espoirs.

## Carrière
- 1983-1995 :  Universitatea Craiova
- 1995-1996 :  SCO Angers
- 1996- déc. 1997 :  Argeș Pitești
- janv. 1998-1999 :  Universitatea Craiova

## Palmarès

### Joueur
- 30 sélections et 0 but avec l'équipe de Roumanie entre 1987 et 1993
- Champion de Roumanie en 1991 avec l'Universitatea Craiova
- Vainqueur de la Coupe de Roumanie en 1991 et 1993 avec l'Universitatea Craiova
- Finaliste de la Coupe de Roumanie en 1985 et 1994 avec l'Universitatea Craiova

### Entraîneur
- Finaliste de la Coupe de Roumanie en 2000 avec l'Universitatea Craiova
- Champion de Roumanie de deuxième division en 2005 avec le Pandurii Târgu Jiu